# Ugljan
Ugljan – wyspa u wybrzeży Chorwacji, leżąca w Archipelagu Zadarskim, sąsiadująca z wyspami Pašman, Rivanj i Sestrunj. Jej powierzchnia wynosi 51,05 km² a długość linii brzegowej 78,7 km. Administracyjnie należy do żupanii zadarskiej. Od kontynentu oddzielony jest Zadarskim kanalem, z wyspą Pašman połączony jest natomiast mostem. Jest jedną z najgęściej zaludnionych wysp chorwackich. Na wyspie są następujące miejscowości: Preko, Poljana, Sutomišćica, Lukoran, Ugljan, Kali, Kukljica. Nazwa wyspy może pochodzić od oliwy (wł. olio, chorw. ulje) lub od węgla (chorw. ugljen).